# Mayo Airport
Mayo Airport är en flygplats i Kanada. Den ligger i den västra delen av landet, 4 200 km väster om huvudstaden Ottawa. Mayo Airport ligger 504 meter över havet.
Terrängen runt Mayo Airport är kuperad åt nordost, men åt sydväst är den platt. Trakten runt Mayo Airport är nära nog obefolkad, med mindre än två invånare per kvadratkilometer.. Närmaste större samhälle är Mayo, 3,1 km sydväst om Mayo Airport.